# Ripley's Believe It or Not!
Ripley's Believe It or Not! est une franchise médiatique américaine qui traite d'événements bizarres et d'objets étranges dont la véracité est sujette à caution.

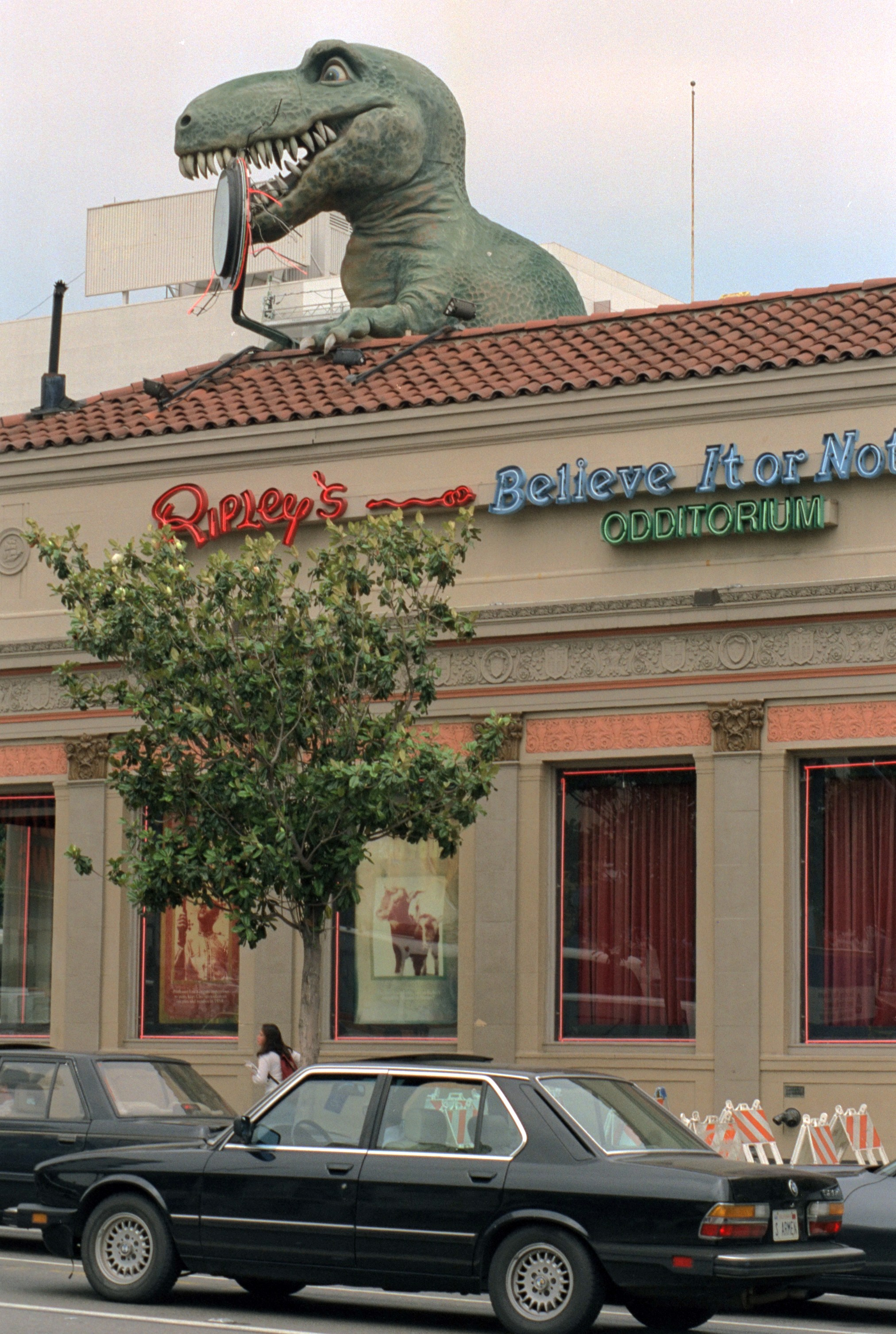
Ripley's Believe it or not Odditorium à Hollywood.

La franchise Believe It or Not (en français, « croyez-le ou non ») a été créée en 1918 comme un journal cartoon présentant des faits surprenants et inhabituels provenant du monde entier.
Conçu et dessiné par Robert Ripley, ce journal eut du succès, et fut plus tard décliné sous une grande variété de formats, notamment la radio, la télévision, une chaîne de musées, une collection de livres et un jeu de flipper.
La collection Ripley comprend 20 000 photographies, 20 000 artefacts et plus de 130 000 planches de dessins. Quelques-unes de ces planches ont été traduites sous le titre « Le saviez-vous ? » dans des illustrés français pour la jeunesse, dont Le Journal de Mickey juste après-guerre.
Ripley Entertainement est une division du Jim Pattison Group basée à Orlando. Elle publie et diffuse de nombreux projets dans le monde entier, notamment des séries télévisées, le journal de cartoon, des livres, des posters, des jeux, et du contenu pour téléphones portables.
Le livre officiel de la collection Ripley, L'Encyclopédie de l'incroyable - 2016 est paru en septembre 2015 aux éditions Zethel.   
La franchise détient plusieurs musées, de par le monde, notamment dans les villes d'Atlantic City, Amsterdam, Copenhague, Dubaï, Guadalajara, Los Angeles, Key West, Mexico, New York, Niagara Falls, Orlando, Saint Augustine, San Antonio et San Francisco.